# 哈莉·弗利金杰
哈莉·弗利金杰（英語：Hali Flickinger，1994年7月7日—）生于宾夕法尼亚州约克，是一名美国女子游泳运动员。她童年时在斯普林格罗夫长大，并在当地的高中毕业。之后她进入了佐治亚大学修读金融专业，并代表该校校队参加国内校际比赛。